# Percelle Ascott

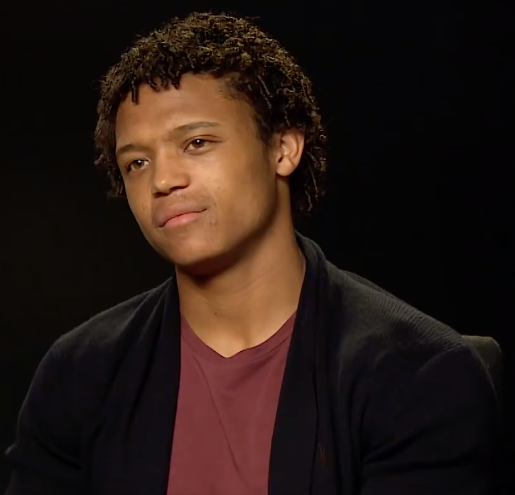
Percelle Ascott, 2018

Percelle Ascott (* 10. Juni 1993 in Bulawayo, Simbabwe) ist ein britischer Schauspieler.

## Leben und Karriere
Seine Schauspielausbildung absolvierte Ascott an der Brit Schule in Croydon. 2011 wurde Percelle Ascott durch die YouTube Serie Mandem On The Wall bekannt. Im November 2011 ging Ascott zum Casting für eine damals noch unbekannte neue Serie von Russell T Davies und Phil Ford. Nach elf Castingrunden bekam er die Hauptrolle des Benny Sherwood in der Science-Fiction-Serie Wizards vs Aliens. In der Fernsehserie Bringing Books to Life las Ascott gemeinsam mit Scott Haran Auszüge aus Anthony Horowitzs Kinderbuch The Falcon's Malteser. 2014 stellte Ascott Ben in X+Y dar.

## Filmografie
- 2012: Silent Witness (Fernsehserie, 2 Folgen)
- 2012: Wizards vs Aliens (Fernsehserie, 30 Folgen)
- 2013: Beat Girl
- 2013–2014: Youngers (Fernsehserie, 16 Folgen)
- 2014: X+Y
- 2015: The Weekend Movie
- 2015: New Tricks – Die Krimispezialisten (Fernsehserie, 1 Folge)
- 2018: The Innocents (Fernsehserie, 8 Folgen)
- 2018: Doctor Who (Fernsehserie, Folge 11x10)
- 2022: I Came By